# Safané
Safané là một tổng của tỉnh Mouhoun ở phía tây Burkina Faso. Thủ phủ của tổng này là thị xã Safané. Theo điều tra dân số năm 1996, tổng này có dân số 44.925 người .

## Các thị xã và các làng
- Thị xã Safané	(7 502 dân) (thủ phủ)
- Banga	(374 dân)
- Banou	(1 184 dân)
- Bara	(1 402 dân)
- Bara-Yankasso	(946 dân)
- Biforo	(1 768 dân)
- Bilakongo	(691 dân)
- Bomboila	(1 264 dân)
- Bominasso	(340 dân)
- Bona	(1 143 dân)
- Bossien	(667 dân)
- Datomo	(4 141 dân)
- Doumakélé	(304 dân)
- Guizigoron	(104 dân)
- Kienséré	(972 dân)
- Kira	(705 dân)
- Kokoun	(1 209 dân)
- Kongoba	(1 247 dân)
- Kongosso	(354 dân)
- Kongodiana	(401 dân)
- lanfièra	(1 109 dân)
- Makongo	(1 642 dân)
- missakongo	(281 dân)
- Nounou	(1 968 dân)
- Pakolé	(405 dân)
- Pakoro	(170 dân)
- Sikorosso	(15 dân)
- Sirakorosso	(190 dân)
- Siralo	(1 234 dân)
- Sin	(1 191 dân)
- Sodien	(1 269 dân)
- Sokoula	(600 dân)
- Sokoulani	(658 dân)
- Tiekuy	(937 dân)
- Tounou	(1 066 dân)
- Tuena	(735 dân)
- Yamou	(627 dân)
- Yankasso	(2 012 dân)
- Ziasso	(899 dân)
- Zienkuy	(1 199 dân)